# Mirror Mirror (сингл Babymetal)
Mirror Mirror — песня японской каваии-метал группы Babymetal. Впервые выпущена в качестве цифрового сингла и в составе четвёртого студийного альбома The Other One 24 марта 2023 года.

## Выпуск
11 октября 2022 года группа объявила о своём предстоящем четвёртом концептуальном альбоме The Other One. Mirror Mirror является пятой выпущенной песней с этого альбома и стала доступна 24 марта 2023 года в качестве цифрового сингла через стриминговые сервисы по всему миру. Музыкальное лирик-видео было выпущено на официальном YouTube канале Babymetal одновременно с релизом сингла. Музыкальное видео c кадрами из живого выступления группы, снятого во время концертов 1 и 2 апреля на арене PIA ARENA MM, было выпущено 7 апреля 2023. Это первое музыкальное видео, в котором Момоко Окадзаки выступила в качестве официальной новой участницы группы.

## Композиция
По словам Лиз Скарлетт из Metal Hammer, «трек начинается с задорных, гиперактивных риффов, сыгранных на „прыгающей“ перкуссии, позже он дополняется компьютеризированными вокальными украшениями и нетерпеливым ритмом, а затем песня расцветает в бодрящем и триумфальном припеве». По мнению Уилла Маршалла из Distorted Sound Magazine, звучание в Mirror Mirror представляет то, что похоже на вокодеры и автотюн с «дегуманизирующим эффектом». Mirror Mirror обращается к металкору в том, как сочетаются электронная музыка и металл.
Согласно пресс-релизу, в рамках проекта The Other One по восстановлению Babymetal, каждая из десяти песен нового альбома представляет собой «уникальную тему, основанную на 10 отдельных параллельных мирах». Темой пятого сингла является «Зеркало»: эта песня отражает параллельный мир, где перемежаются миры зеркала и реальности. «Является ли тот, кого вы видите в зеркале, вашим истинным „я“ или тем, кем вы хотите быть».

## Реакция
Kerrang! поставили сингл на 9 место в своём хит-параде новинок за неделю 20 января 2023 года. Алек Чиллингворт в своём обзоре четвёртого альбома для Metal Hammer отметил, что Mirror Mirror «заткнёт за пояс» всех металкорщиков, усердно старающихся повторить творение Architects — Doomsday. Песня однозначно вобрала в себя куда больше современного музыкального веяния и её «потенциал впечатляет». Майк ДеВанд из RIFF Magazine назвал Mirror Mirror первым по-настоящему безжалостным треком. «В нём присутствует скоростная игра на двойном бас-барабане, точечные риффы и мрачная задумчивая мелодия».

## История релизов
| Регион | Дата          | Формат                        | Лейбл                                       | Прим.  |
| ------ | ------------- | ----------------------------- | ------------------------------------------- | ------ |
| Япония | 24 марта 2023 | Цифровая дистрибуция стриминг | Amuse, Inc. Toy's Factory                   | [ 13 ] |
| Мир    | 24 марта 2023 | Цифровая дистрибуция стриминг | Amuse, Inc. Babymetal Records Cooking Vinyl | [ 13 ] |